# Mount Pilchuck State Park

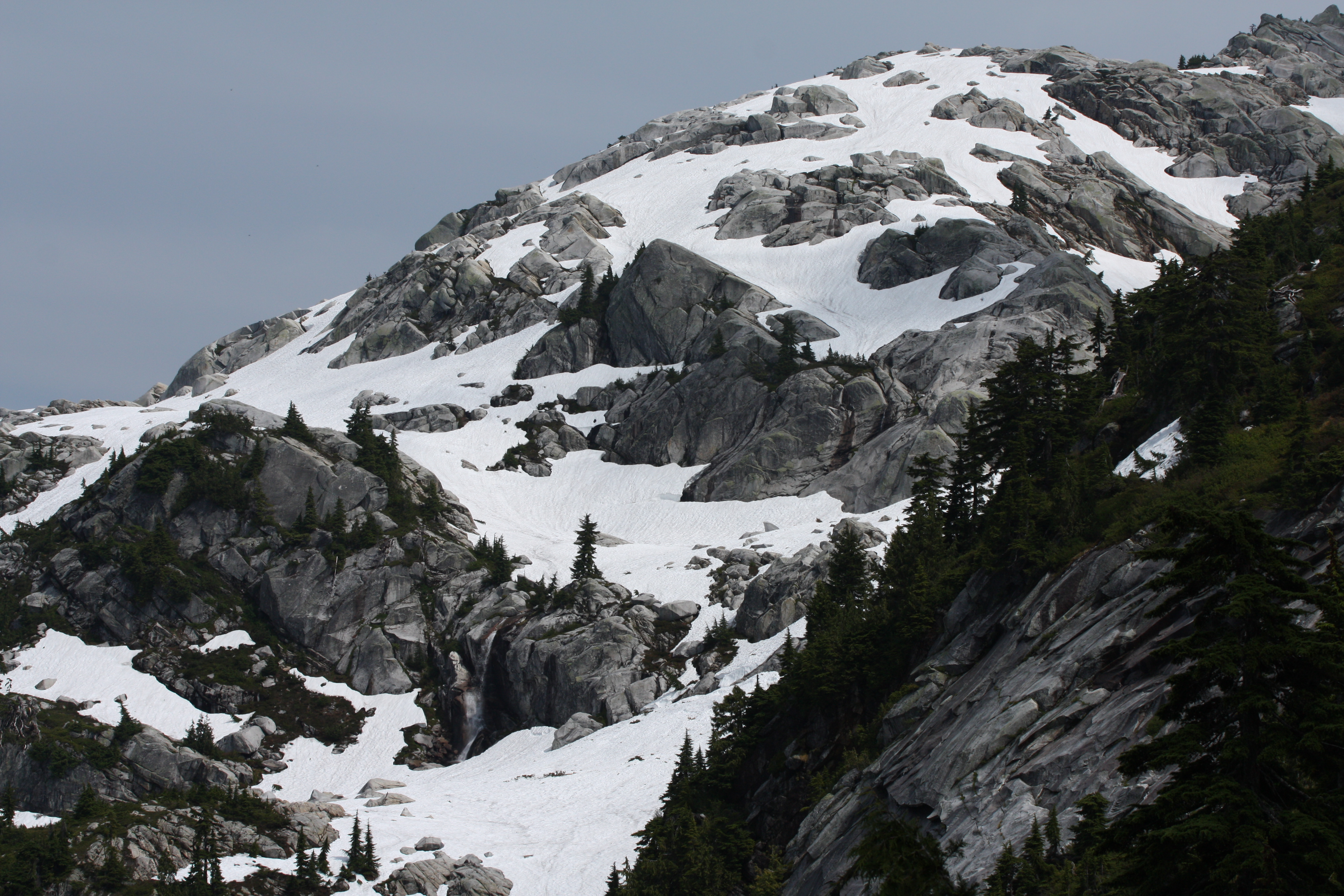
Blick vom Wanderweg

Der Mount Pilchuck State Park ist ein Naherholungsgebiet, 7 mi (11 km) östlich von Granite Falls im US-Bundesstaat Washington am Westrand der Kaskadenkette. Der State Park beherbergt 1.903 Acres (770 ha) alpiner Lebensräume, Flächen für die Erholungsnutzung und den Mount Pilchuck selbst. Das Hauptinteresse der Touristen gilt dem 3 mi (4,8 km) langen Weg zum Gipfel und zum alten Waldbrandbeobachtungsposten auf dem Gipfel in 5.324 ft (1.623 m) Höhe über dem Meeresspiegel.

## Geschichte
Der Name „Pilchuck“ stammt ursprünglich von der Bezeichnung der Indianer für einen Bach im Gebiet und bedeutet „rotes Wasser“. Der United States Forest Service (USFS) errichtete 1918 einen Waldbrandbeobachtungsposten auf dem Gipfel, der bis in die 1960er Jahre besetzt war. Die Washington State Parks verwalteten zwischen 1957 und 1980 ein durch einen Konzessionär betriebenes Skigebiet an den Hängen des Mt. Pilchuck, bis es aufgrund der schlechten Schneeverhältnisse geschlossen wurde. Der Park wird partnerschaftlich vom USFS und den Everett Mountaineers betrieben.